# Załęże (województwo mazowieckie)
Załęże – wieś sołecka w Polsce położona w województwie mazowieckim, w powiecie mławskim, w gminie Wieczfnia Kościelna.
W latach 1975–1998 miejscowość należała administracyjnie do województwa ciechanowskiego.